# Пономаренко, Владимир Александрович
Влади́мир Алекса́ндрович Пономаре́нко (3 января 1933, Мелитополь, Днепропетровская область, Украинская ССР, СССР — 3 июня 2025) — советский и российский учёный в области авиационно-космической медицины и психологии. Доктор медицинских наук (1974), профессор (1980). Академик РАО. Генерал-майор медицинской службы (1984).

## Биография
Владимир Пономаренко родился 3 января 1933 года в городе Мелитополь ныне Запорожской области Украины. До 1947 года жил с родителями в одном из совхозов Мелитопольского района. Пережил с матерью нацистскую оккупацию, с 1944 года трудился на полевых работах. Ходил в начальную школу в соседнем селе. Затем жил на частной квартире в Мелитополе на Красной Горке и учился в средней школе № 12. Завершил среднее образование в вечерней школе № 4 (1950).
В школе Владимир руководил драмкружком, был активистом самодеятельности Мелитопольского Дворца пионеров. Получив аттестат об окончании школы, поступал во ВГИК, однако по настоянию матери сдал вступительные экзамены во 2-й медицинский институт. В 1954 году Владимира Пономаренко призвали в армию и направили на учёбу на военно-медицинский факультет Саратовского государственного медицинского института по специальности авиационная медицина (1956).
Окончив вуз, Пономаренко служил на врачебных должностях в 382-м истребительном полку ПВО страны (близ станции Ханкала; 1956—1962). Здесь он начал собирать материал для будущей диссертации. Его отправили учиться в адъюнктуру при Государственном научно-исследовательском испытательном институте авиационно-космической медицины Министерства обороны СССР. После окончания адъюнктуры последовательно занимал в этом институте должности научного сотрудника, начальника лаборатории, начальника отдела, заместителя начальника по научно-исследовательской работе; с 1986 года — начальника института, а с 1993 г. — главного научного сотрудника.
В октябре 2008 года после многолетнего перерыва побывал в городе, где он родился и рос — в Мелитополе.
Скончался 3 июня 2025 года в возрасте 92 лет. Похоронен на Волковском кладбище в Мытищах.

### Семья[4]
- Отец — Александр Фёдорович Пономаренко, директор совхоза.
- Мать — Ефросиния Марковна Грициенко, заведующая детским садом.
- Жена — Валентина Михайловна Пономаренко, врач.
- Сын — Андрей Владимирович Пономаренко (род. 1955), конструктор ОКБ имени А. И. Микояна.
- Сын — Константин Владимирович Пономаренко (1961—2024), врач в авиационном госпитале (начальник центра врачебно-лётной экспертизы). Умер в ночь с 27 на 28 июня 2024 года.

## Научная деятельность
Научные интересы В. А. Пономаренко с самого начала был сосредоточены на защите, повышении надёжности и продлении профессионального долголетия человека, попавшего в опасную среду. Это среда высоких скоростей и больших ускорений, необычной пространственной ориентировки, многочисленных неблагоприятных воздействий на организм и психику; среда, в которой ошибки ведут к авариям и катастрофам.
Эксперименты в этой области были исключительно сложны в научном и организационно-техническом плане. Однако трудности удалось преодолеть, благодаря умению В. А. Пономаренко сплачивать вокруг себя эффективную группу единомышленников. Впервые в мире им был применён метод внезапного введения отказов авиаоборудования в реальном полёте, в том числе при заходе на посадку. При этом В. А. Пономаренко лично, в кресле второго пилота, участвовал в полётах, в которых создавались экспериментальные аварийные ситуации.
За 18 лет научно-исследовательской работы в воздухе удалось провести более 20 тысяч лётных экспериментов по психофизиологии, инженерной психологии и эргономике в нормальных, аварийных и нештатных ситуациях.
Новаторский подход позволил сформулировать принципиально новые положения о деятельности лётчика. Было доказано, что его ошибки — следствие ограниченности человеческих возможностей, несовершенства лётной подготовки, технического оборудования и сбоями во взаимодействии человека и техники. Новые данные были использованы для усовершенствования лётной кабины, средств отображения информации на экранных индикаторах (например, на самолётах МиГ-29, Су-27.
Под его руководством были разработаны методы диагностики психофизиологических резервов, каталог угроз здоровью, методы и аппаратура восстановительной медицины для спецгоспиталей.
В 1965 году он защитил кандидатскую диссертацию «Роль личного фактора в аварийных ситуациях с благополучным исходом». В 1974 году защитил докторскую диссертацию «Теоретико-экспериментальное исследование надёжности человека в опасной профессии».
С 1986 года центр научных исследований В. А. Пономаренко смещается в область психологии. Совместно с Н. Д. Заваловой он разработал концепцию психического образа полёта с использованием опорных точек. Концепция получила широкое признание у лётчиков и инструкторов и ныне стала нормативным средством подготовки пилотов.
Под его руководством создана комплексная система обучения и воспитания лётчиков на весь период обучения в лётных училищах Российской Федерации. При этом использованы новые подходы к выработке профессионально важных личностных, интеллектуальных, психофизиологических и физических качеств. Психология человека составила ядро этой системы.
Он обосновал также комплекс мер по профориентации и повышению мотивации обучения в школах-интернатах авиационного профиля.
Его работы позволили перестроить профессиональной подготовку так, чтобы она обеспечивала максимальную актуализацию и раскрытие психологических резервов человека. Под руководством В. А. Пономаренко созданы тренажёрные комплексы, внедрённые в практику профессионального обучения.
Он написал и добился введения в учебный процесс образовательных учреждений Министерства обороны РФ более 30 учебных пособий и кинокурс «Психология лётного труда» (10 фильмов), подготовленных под его руководством и при его деятельном участии.
Пономаренко исследовал проблему надёжности звена «человек» в экстремальных ситуациях. Им сформулирована концепция активного оператора в автоматизированных системах «человек-машина», она используется при проектировании летательных аппаратов специального назначения. Настоящего гражданского мужества потребовали его резкие выступления против планов руководства, в которых лётчику отводили роль пассивного элемента в этих системах.
Концепции и рекомендации, разработанные В. А. Пономаренко прежде всего — для лётчиков и космонавтов, вполне применимы в любых ситуациях, где здоровье и жизнь профессионалов подвержены риску и от принятых решений зависят жизни других людей и сохранность огромных материальных ценностей. Фактически он заложил основы общей теории опасных профессий.
Он — автор теории духовности профессионала и гипотезы о роли космического пространства в происхождении психического, в нравственном развитии человеческой личности, её духовном обогащении и совершенствовании.
Ещё одно направление научной деятельности В. А. Пономаренко — создание концепции профессионального здоровья. Она стала составной частью общенациональной концепции «Охрана здоровья здоровых», утверждённой Министерством здравоохранения РФ в 2003 году.
Он также стал советником директора Российского научного центра восстановительной медицины и курортологии Росздрава. В. Пономаренко активно участвовал в создании кафедры восстановительной медицины ММА им. И. М. Сеченова, где ныне работает профессором.
В. А. Пономаренко — автор (или соавтор) нескольких сот публикаций, в числе которых около трёх десятков монографий. Под его руководством защищено более 20 кандидатских диссертаций.
Результаты научной и общественной деятельности учёного отмечены тремя орденами и 17 медалями. Он лауреат Государственной премии Совета Министров СССР (1990) и Премии Правительства Российской Федерации в области науки и техники (2004).

## Общественная деятельность
В. А. Пономаренко — действительный член Академии педагогических наук СССР (1990) и Российской академии образования (1993), член президиума Российского психологического общества (1982—1992) и Ассоциации лётного состава России.
Он возглавлял учёный совет Научно-исследовательского центра авиационно-космической медицины (Москва), входил в специализированные советы по защите докторских диссертаций в Институте психологии РАН и Военного университета Министерства обороны Российской Федерации, экспертного совета ВАК по педагогике и психологии, заместитель председателя Комитета по Государственным премиям при РАН по медико-биологическим проблемам.
Владимир Пономаренко — главный редактор журнала «Вестник Международной академии проблем человека в авиации и космонавтике», член редколлегий нескольких журналов: «Иностранная психология», «Авиакосмическая и экологическая медицина», «Эргономика», «Проблемы безопасности полетов».
Он почётный президент Международной академии Человека в аэрокосмических системах, почётный профессор Института психофизиологической подготовки (США) и почётный член совета Национального музея авиации и космонавтики США, а также Почётный гражданин Мелитополя.

## Основные научные труды

### Монографии
- Пономаренко В. А, Завалова Н. Д. (составители) Психология поведения летчика в аварийной ситуации. Пробл. формирования психофизиол. готовности: Пособие для авиационных врачей. — М.: б. и., 1975. — 23 с.
- Береговой Г. Т., Завалова Н. Д., Ломов Б. Ф., Пономаренко В. А. Экспериментально-психологические исследования в авиации и космонавтике. М.: Наука, 1978. — 285с. [переведена в Польше и Германии]
- Пономаренко В. А., Лапа В. В. Профессия — лётчик: Психологические аспекты. — М.: Воениздат, 1985. — 136 с.
- Завалова Н. Д., Ломов Б. Ф., Пономаренко В. А. Образ в системе психической регуляции деятельности. — М.: Наука, 1986. — 110 с.[13].
- Пономаренко В. А. Психология жизни и труда летчика. — М.: Воениздат, 1992. — 224 с.
- Пономаренко В. А., Завалова Н. Д. Авиационная психология: Проблема безопасности лётного труда. — М.: НИИА и КМ, 1992. — 200 с.
- Пономаренко В. А., Лапа В. В., Лемещенко Н. А.  Человеческий фактор и безопасность посадки. — М.: Воениздат, 1992. — 112 с.
- Пономаренко В. А. Практическая психология. — М.: Наука, 1995. — 287 с.
- Пономаренко В. А. Страна Авиация: чёрное и белое. — М.: Наука, 1995. — 412 с.
- Пономаренко В. А., Разумов А., Пискунов В. Здоровье здорового человека. — М.: Медицина, 1997. — 205 с.
- Пономаренко В. А., Разумов А. Н., Стародубов В. И., Шинкаренко В. С. Здоровье здоровых. — М.: Международный институт восстановительной медицины, 1997. — 100 с.
- Пономаренко В. А., Разумов А.  Новые концепции охраны и восстановления здоровья здорового человека в трудовой деятельности. — М.: Русский врач, 1997. — 149 с.
- Пономаренко В. А. Авиация. Человек. Дух. — М.: ИП РАН «Универсум», 1998. — 320 с.
- Пономаренко В. А. Психология духовности профессионала. — М.: ИПАН РАН, 2004. — 162 с.
- Пономаренко В. А. В слове — позиция. — Красноярск: Поликом, 2004. — 347 с.
- Пономаренко В. А. Созидательная психология: Избранные психологические труды. — М.: МПСИ, 2000. — 848 с.
- Пономаренко В. А. Размышления о здоровье. — М.: Магистр-Пресс., 2001. — 427 с.
- Ворона А. А., Гандер Д. В., Пономаренко В. А.  Теория и практика психологического обеспечения лётного труда. (Под общ. ред. В. А. Пономаренко). М.: Воениздат, 2003.
- Пономаренко В. А. Психология человеческого фактора в опасной профессии. — Красноярск: Поликом, 2006. — 629 с.
- Пономаренко В. А. Профессия — психолог труда. — М.: Когито-Центр, Институт психологии РАН, 2007. — 400 с.
- Пономаренко В., Чунтул А., Коваленко П. Учение об иллюзиях полёта: Основы авиационной делитологии. — М.: Институт психологии РАН, 2007. — 464 с.
- Пономаренко В. А. Безопасность полета — боль авиации. — М.: МПСИ, Флинта, 2007. — 416 с.
- Д. В. Колесов, В. А. Пономаренко Отношение к жизни и психология риска: учебное пособие. — М.: МПСИ, МОДЭК, 2008.
- Пономаренко В. А. Нравственное небо. — М.: Тип. МВД, 2010. — 536 с.
- Пономаренко В. А. На чьих плечах стоим? — М.: Ин-т психологии РАН, КОГИТО, 2012. — 144 с.
- Пономаренко В. А. Теоретические и экспериментальные данные о профилактике безопасности полета. 2014. — 104 с.

### Статьи
- Пономаренко В. А. Образ духа человеческого как психологическая парадигма XXI века // Магистр, № 3, 1996.
- Пономаренко В. А. Предметное и идеальное в индивидуальном сознании «небожителей» и образы мира Небесного (космонавты в космическом мире // Мир психологии. — 2003. — N 4. — С. 65-79.
- Пономаренко В. А. Социально-психологическое содержание боевого стресса // Психологический журнал. — 2004. — Т. 25, N 3.
- Пономаренко В. А. Аналитическая записка о научной командировке на авиабазы США // Весник МНАПЧАК, № 1, 2008, с. 100—101.
- Пономаренко В. А. Здоровьесбережение как ответ на вызов времени // Мир психологии. — 2009. — N 2. — С. 182—194.
- Пономаренко В. А. О космической поддержке Духа земного человека // Национальный психологический журнал — 2011. — № 1(5) — с. 100—103[14].
- Пономаренко В. А. Экстремальность как порождение вызова духовных и креативных сил // Развитие личности, № 4, 2011, с. 81-96[15].
- Пономаренко В. А. Человек летающий // Экспериментальная психология, 2012, том 5, № 4, с. 117—131[16].
- Пономаренко В. А. Незнаемое и знаемое в психике человека // Развитие личности, № 1, 2012, с. 81-96[17].